# John Bull (locomotivă)

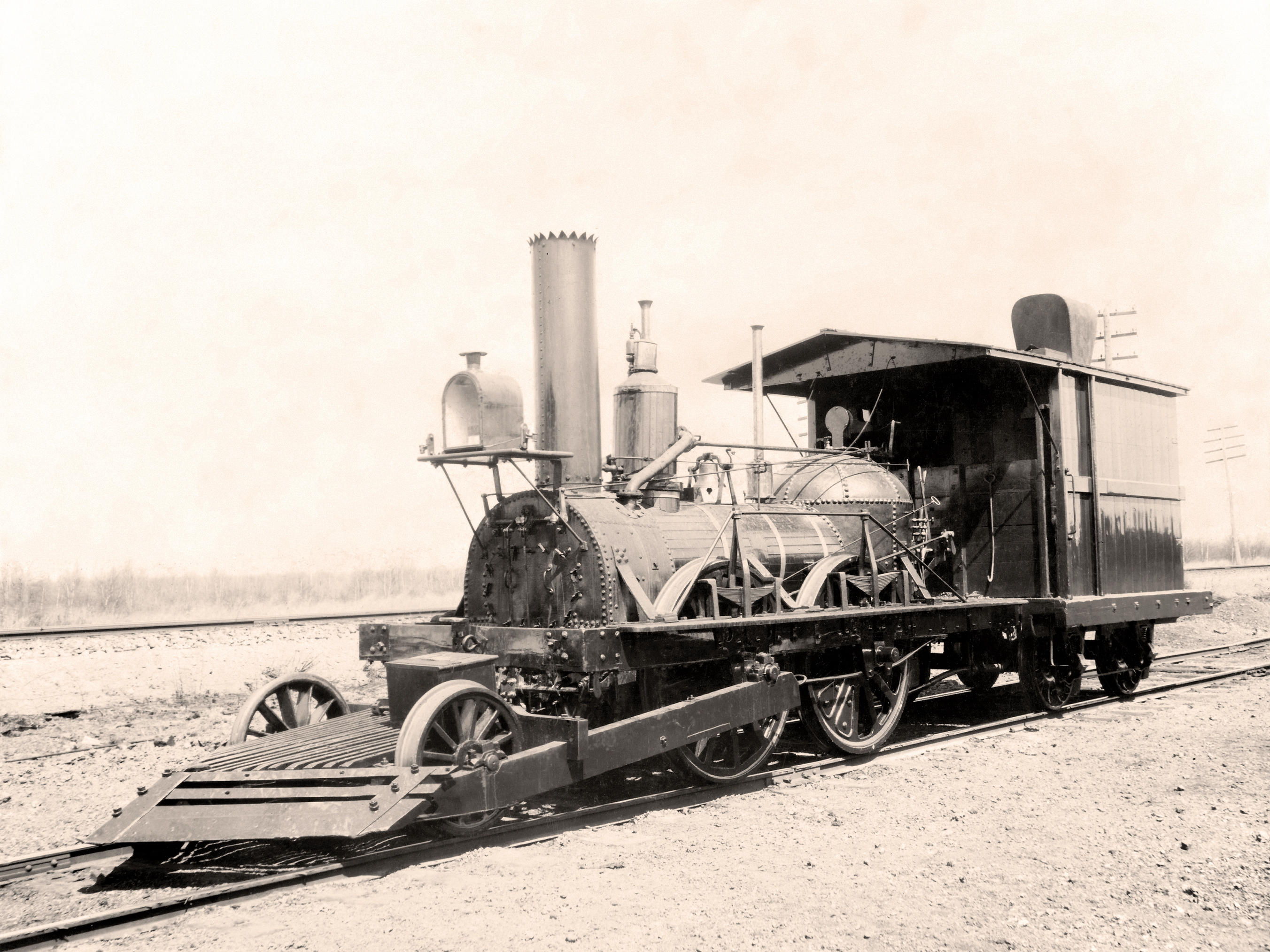
John Bull, fotografie din 1893

John Bull este o locomotivă cu aburi de fabricație britanică, ce a funcționat în Statele Unite. A fost pusă în funcțiune pentru prima oară în ziua de 15 septembrie 1831, iar în 1981, când a fost repusă în funcțiune de Institutul Smithsonian a devenit cea mai veche locomotivă cu aburi funcțională din lume. Construită de Robert Stephenson and Company, John Bull a fost achiziționată de Camden and Amboy Railroad, companie care a operat pe prima cale ferată din statul New Jersey, și care i-a dat lui John Bull numărul 1, botezând-o „Stevens”. C&A a utilizat locomotiva intensiv între 1833 și 1866, când a fost scoasă din funcțiune și garată.
După ce activele C&A au fost achiziționate în 1871 de Pennsylvania Railroad, PRR a recondiționat locomotiva și a pus-o în funcțiune de câteva ori pentru diverse expoziții: a fost pornită pentru Expoziția Centenară din 1876 și apoi pentru National Railway Appliance Exhibition în 1883. În 1884, locomotiva a fost cumpărată de Smithsonian Institution și a devenit primul mare exponat din domeniul industriei în acest muzeu.
În 1939 angajații de la atelierele PRR din Altoona, Pennsylvania au construit o replică funcțională a locomotivei pentru alte expoziții, întrucât Smithsonian a dorit păstrarea locomotivei originale într-un mediu mai controlat. După ce a rămas expusă timp de 42 de ani, Smithsonian a comemorat aniversarea în 1981 a 150 de ani de la construirea ei repunând-o în funcțiune și făcând astfel din ea cea mai veche locomotivă cu aburi funcțională din lume. Astăzi, John Bull este din nou expusă la Muzeul Național de Istorie Americană de la Smithsonian în Washington, D.C. Replica este și ea conservată la Muzeul Căilor Ferate din Pennsylvania.

## Construire și folosire inițială

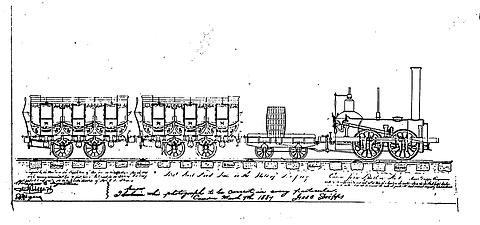
John Bull și un tren, desen de Isaac Dripps din 1887.
(Din colecția Muzeului Național de Istorie Americană, Smithsonian Institution, expoziția America On The Move)

John Bull a fost construită în Newcastle, Anglia, de către Robert Stephenson and Company pentru Camden and Amboy Railroad (C&A), prima cale ferată din New Jersey. A fost dezasamblată și apoi transportată peste Oceanul Atlantic în lăzi pe bordul vasului Allegheny. Inginerul Isaac Dripps de la C&A a reasamblat-o fără să folosească vreo schiță sau manual cu instrucțiuni (acestea nu au fost livrate împreună cu locomotiva) și a pus-o în funcțiune în septembrie 1831. La 12 noiembrie 1831, Robert Stevens (pe atunci președinte la C&A) a invitat mai mulți membri ai legislativului statului New Jersey împreună cu mai mulți demnitari locali, printre care și nepotul lui Napoleon prințul Murat, la o plimbare cu noua locomotivă pe o linie de teste. Soția prințului, Catherine Willis Gray, s-a grăbit să urce în tren pentru a fi declarată prima femeie din America ce s-a plimbat cu un tren tras de o locomotivă cu aburi.
Locomotiva a fost, apoi, garată temporar, până la terminarea lucrărilor de execuție a căii ferate; la construcția căii ferate s-au folosit vagoane trase de cai până în 1833. C&A a dat primelor locomotive și nume și numere, astfel această locomotivă a purtat numărul 1 și a primit numele de Stevens (după primul președinte al C&A, Robert L. Stevens). Întrucât a fost folosită foarte frecvent, muncitorii feroviari au început să o poreclească the old John Bull (John Bull bătrânul), cu referire la personificarea caricaturizată a Angliei, John Bull. În cele din urmă, numele neoficial a rămas John Bull și a fost mult mai frecvent folosit decât cel de Stevens.
În septembrie 1836 John Bull, împreună cu două vagoane de călători au fost trimise pe canal la Harrisburg, devenind prima locomotivă care a funcționat acolo.

## Modificări mecanice. Primele expoziții
Stephenson a construit locomotiva inițial ca 0-4-0 (0-4-0 este notația Whyte pentru o locomotivă cu aburi cu două osii motoare și fără osii suplimentare nemotoare în față sau în spate. Puterea motorului era transmisă la osii prin pistoane montate sub cazan și între cele două roți din față, în fața osiei frontale. Arborii acestor cilindri interiori erau prinși de o manivelă cu un alt arbore de legătură între cele două osii.

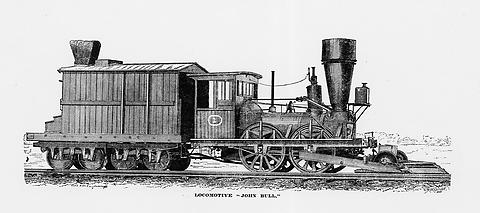
John Bull în 1877. Se observă cabina mecanicului și coșul de eșapament.
(Imagine din colecția Muzeului Național de Istorie Americană, Smithsonian Institution, expoziția America On The Move)

Din cauza liniei ferate de slabă calitate, locomotiva deraia frecvent; de aceea, inginerii de la C&A i-au adăugat o nouă osie nemotoare cu roți de diametru mai mic puse în fața locomotivei pentru a ajuta locomotiva să vireze în curbe. Mecanismul acestei osii a impus înlăturarea arborelui conector dintre cele două osii principale, lăsând astfel doar osia posterioară motoare. John Bull a devenit astfel 4-2-0 (locomotivă cu două osii frontale nemotoare urmate de o singură osie centrală motoare și fără osii posterioare). Ulterior, C&A a adăugat și un cadru triunghiular în față. Acest cadru este un ansamblu proiectat pentru a îndepărta animale sau alte obstacole din calea locomotivei. Pentru a proteja echipajul locomotivei de ploaie, C&A a adăugat pereți și acoperiș (o cabină) în spatele locomotivei, acolo unde se aflau controalele acesteia. La atelierele C&A s-au adăugat și alte elemente de siguranță, cum ar fi un clopot și un far.
După mai mulți ani în care a fost folosită ca locomotivă de manevră și drept cazan static de aburi, John Bull a fost scoasă din funcțiune în 1866 și garată la Bordentown, New Jersey. Spre sfârșitul ciclului de viață, locomotiva a servit și drept motor de pompare la un gater.
C&A a fuzionat, curând după aceea, cu United New Jersey Railroad and Canal Company (1869) care la rândul său a fuzionat cu Pennsylvania Railroad (PRR) în 1871.  PRR a văzut potențialul publicitar al acestei locomotive vechi și a prezentat-o la Expoziția Centenară din 1876 de la Philadelphia; În acest scop, la atelierele PRR, unele piese noi sau care păreau noi au fost înlocuite sau înlăturate pentru a o face să pară veche. Coșul de eșapament a fost înlocuit cu un tub metalic drept și cabina a fost dată jos. PRR a expus apoi locomotiva în 1883 la National Railway Appliance Exhibition în Chicago, Illinois. În 1885, Smithsonian Institution a achiziționat John Bull de la PRR, prima mare achiziție a Institutului din domeniul transportului feroviar.

## Institutul Smithsonian și restaurarea locomotivei
La expoziția din 1883, Pennsylvania Railroad a rezolvat două probleme în același timp. A reușit să găsească un loc pentru locomotivă și un nou angajator pentru un tânăr inginer pe nume J. Elfreth Watkins la Institutul Smithsonian. Cu câțiva ani înaintea expoziției, Watkins își pierduse un picior într-un accident feroviar în New Jersey și nu mai putea lucra pe teren (făcând muncă de birou). Experiența sa de inginer l-a făcut un ideal custode pentru noul departament de Arte și Industrie deschis în 1880. Prima apariție publică în expoziție a locomotivei la Smithsonian a avut loc la 22 decembrie 1884, unde a fost pusă în Sala de Est a clădirii Arte și Industrie.

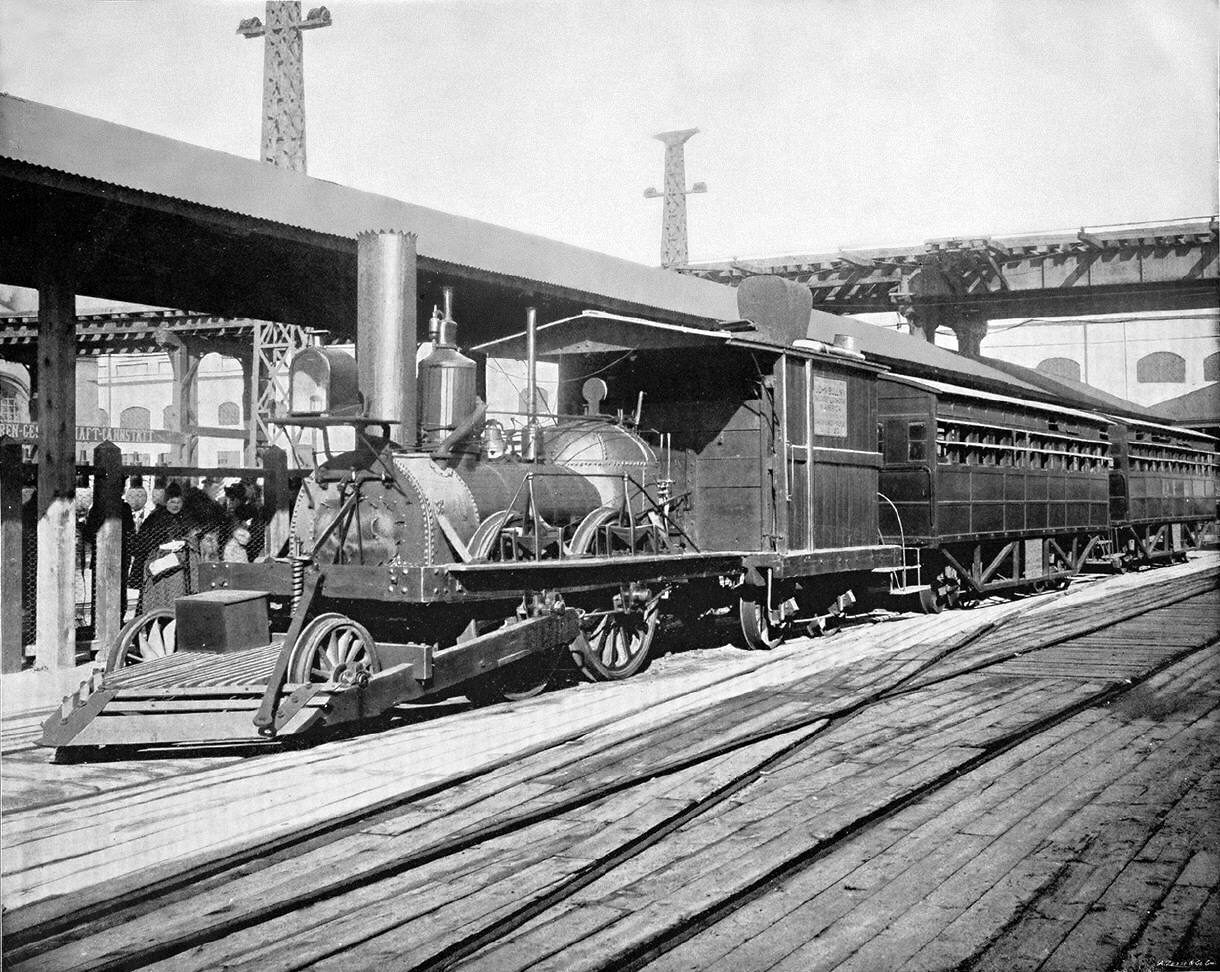
John Bull la World's Columbian Exposition în 1893

Locomotiva a rămas expusă aici timp de aproape 80 de ani, fiind rareori transportată pentru diverse alte expoziții în afara muzeului. Cea mai semnificativă astfel de ieșire a avut loc în 1893 când locomotiva a fost dusă la Chicago pentru World's Columbian Exposition. Pennsylvania Railroad, ca și multe alte companii feroviare de la acea vreme, își afișa emfatic progresul; PRR a aranjat ca locomotiva, împreună cu două vagoane de călători, să fie livrată la atelierele din Jersey City, New Jersey, unde a fost supusă unei restaurări parțiale. PRR plănuia un eveniment demn de semnificația acestei locomotive în raport cu istoria feroviară americană—un drum între New Jersey și Chicago.
Restaurarea a fost supravegheată de directorul mecanic al PRR, Theodore N. Ely. Ely s-a bazat pe testul său de 80 km între Jersey City și Perth Amboy, New Jersey (un drum parcurs de John Bull în două ore și cincisprezece minute), și a invitat guvernatorii tuturor statelor prin care urma să treacă ea și pe Președintele Statelor Unite, Grover Cleveland, să călătorească în trenul tras de ea până la Chicago. John Bull urma să tragă câteva vagoane de călători într-un tren cu demnitari și reprezentanți ai mass-media. Trenul a mers la Philadelphia, Pennsylvania, cu un echipaj de comandă. De la Philadelphia, au fost angajați mecanici de locomotivă locali pentru a-i asista pe mecanicii companiei pe fiecare porțiune de drum până la Chicago. Călătorind cu 40–48 km/h, trenul a plecat din gara Jersey City la 10:16am în ziua de 17 aprilie și a ajuns la Chicago în ziua de 22 aprilie. Locomotiva a funcționat și pe parcursul expoziției, în plimbări pentru participanții la aceasta, iar trenul a plecat din Chicago la 6 decembrie pe drumul de întoarcere spre Washington. Locomotiva a ajuns înapoi la Washington la 13 decembrie.
În 1927, John Bull a avut o nouă ieșire din muzeu. Baltimore and Ohio Railroad își sărbătorea centenarul în acel an la Baltimore, Maryland. Întrucât vagonul de apă și combustibil al locomotivei era grav deteriorat și fusese demontat în 1910, PRR a construit o replică a acestuia la atelierele din Altoona, Pennsylvania. Locomotiva a fost și ea recondiționată la Altoona pentru a fi folosită în timpul târgului, care a rămas ultima ocazie cu care a fost pusă în funcțiune până în 1980.

## Expoziții statice

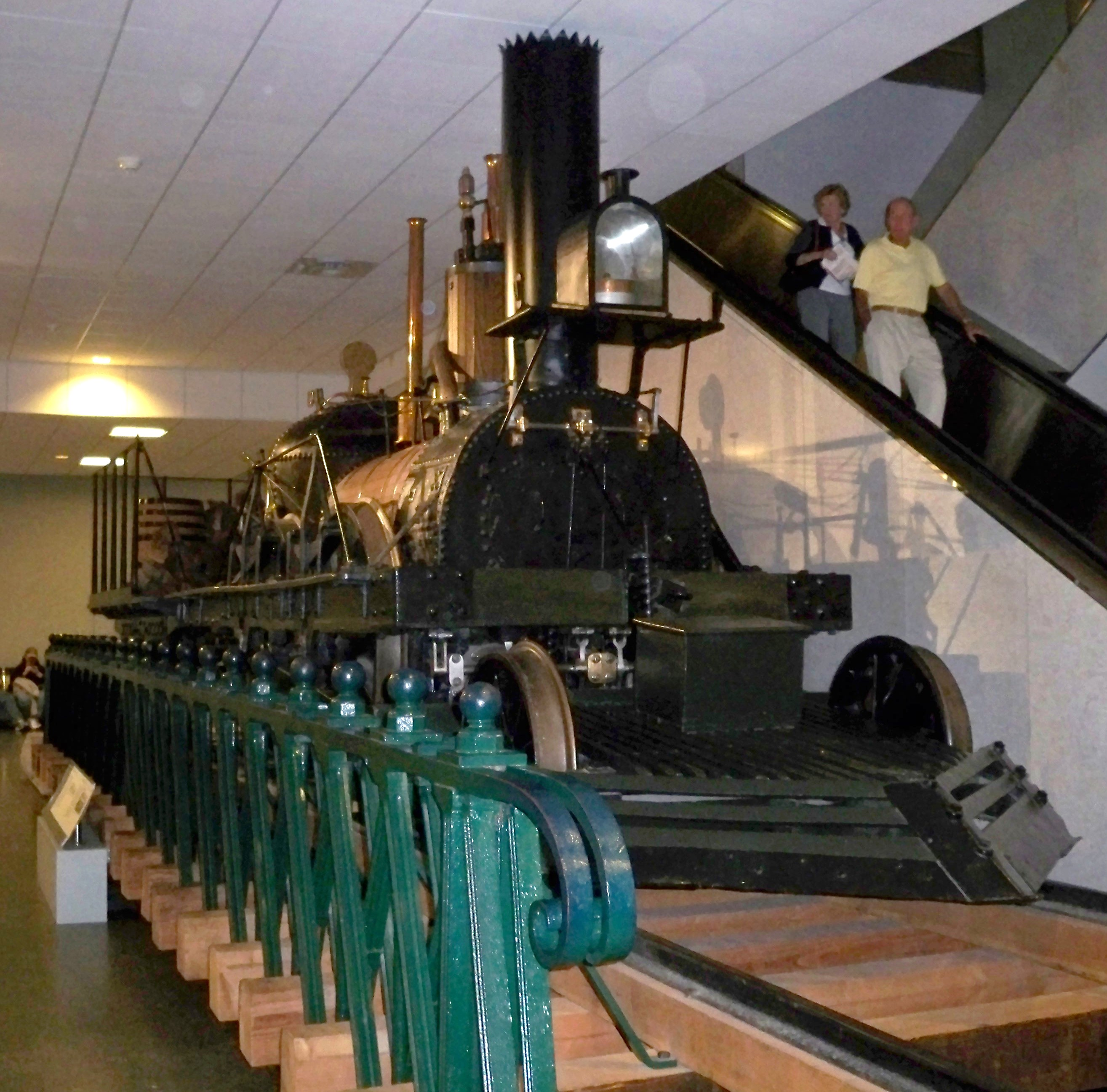
John Bull expusă la Smithsonian

După revenirea la Smithsonian, a rămas expusă static. În 1930, muzeul a contractat Altoona Works pentru a construi o nouă replică a vagonului de serviciu pentru a fi expus alături de ea în muzeu. De această dată, însă, replica a refolosit câteva piese păstrate de la vagonul de serviciu original demontat cu douăzeci de ani în urmă.
Smithsonian a recunoscut vârsta locomotivei în 1931. Întrucât muzeul nu avea, însă, fonduri pentru recondiționarea locomotivei pentru a fi din nou pusă în funcțiune, s-a decis blocarea locomotivei (cu roțile motoare ridicate de pe șine cu ajutorul cricurilor cu aer comprimat). Muzeul a împrumutat un vagon din 1836 de la Pennsylvania Railroad pentru a fi pus pe șine în spatele vagonului de serviciu reconstruit, și aniversarea de 100 de ani a locomotivei a fost sărbătorită oficial la 12 noiembrie 1931. Ceremonia a fost transmisă de radio CBS fiind relatată de Stanley Bell.
PRR a împrumutat din nou locomotiva în 1933–1934 pentru expoziția Century of Progress din Chicago. Spre deosebire de precedenta călătorie spre Chicago, de această dată locomotiva a fost transportată acolo și nu a efectuat niciun drum. Chiar în timpul acestei expoziții, Altoona Works a început lucrul la o replică; de această dată, replica era o copie funcțională a locomotivei. Aceasta a funcționat în 1940 la New York World's Fair, în vreme ce originalul împreună cu vagonul de serviciu reconstruit a revenit la Smithsonian.
Locomotiva originală a fost expusă în afara muzeului în 1939 la New York World's Fair, dar custozii muzeului au hotărât că este prea fragilă pentru a fi expusă repetat în exterior. După aceea, a fost pusă înapoi în Sala de Est unde a rămas timp de 25 de ani. În 1964, locomotiva a fost dusă în locul unde se află astăzi, la Muzeul Național de Istorie Americană (pe atunci Muzeul de Istorie și Tehnologie).

## În funcțiune din nou după 150 de ani
John Bull a mai rămas pe loc timp de 15 ani, dar semnificația ei ca una dintre cele mai vechi locomotive și utilizarea pe prima cale ferată din New Jersey nu era observabil în literatura expoziției. Întrucât se apropia anul 1981, aniversarea de 150 de ani a locomotivei, Smithsonian a demarat discuții despre comemorarea vârstei acesteia. S-au pregătit publicații și exponate speciale, dar oficialii muzeului au rămas cu gândul că se poate mai mult.
Locomotiva a trecut prin mai multe inspecții superficiale în 1980 în care s-a constatat că piesele sunt în stare relativ bună. Nu s-au observat prea multe urme de deteriorare la aceste prime inspecții și, la ridicarea roților de pe șine, prima după 50 de ani, osiile erau funcționale. Într-o dimineață din ianuarie 1980, înainte de deschiderea muzeului, angajații muzeului au alimentat cilindrii cu aer comprimat și au deplasat roțile prin intermediul arborilor de legătură. După ce aerul comprimat a scos praf și moloz din coșul de eșapament al locomotivei, ea funcționa corect.
Partea mecanică părea a fi în ordine, dar nu se știa dacă mai poate cazanul să reziste la presiunea aburilor și la foc deschis. Muzeul a cerut firmei Hartford Steam Boiler Inspection and Insurance Company să inspecteze cazanul. Inspecția a fost efectuată după ora închiderii muzeului (între 6:30 p.m. și 4:00 a.m.) timp de trei zile și a inclus teste electromagnetice, cu ultrasunete și radiografice. Testele au relevat câteva defecte, dar s-a estimat că motorul poate funcționa cu o presiune redusă la 340 kPa (3,5 kgf/cm²); când a fost livrată la Camden & Amboy, cazanul era garantat pentru 480 kPa (4,9 kgf/cm²). După câteva teste hidrostatice, personalul de la Smithsonian a început să creadă că locomotiva poate să funcționeze autonom. Elementele ce trebuiau reparate au fost reparate și testate apoi în Virginia în 1980. La 15 septembrie 1981, locomotiva a funcționat cu aburi pe câțiva kilometri de cale ferată secundară lângă râul Potomac în Washington, D.C. Astfel, a devenit cea mai veche locomotivă cu aburi în funcțiune (și cel mai vechi vehicul autopropulsat) din lume.
John Bull se află astăzi expus în Muzeul Național de Istorie Americană din Washington, D.C. Replica construită în 1939, aparține de Railroad Museum of Pennsylvania care o și întreține și, în 2009, era singura mașină funcțională din acest muzeu.

## Cronologie

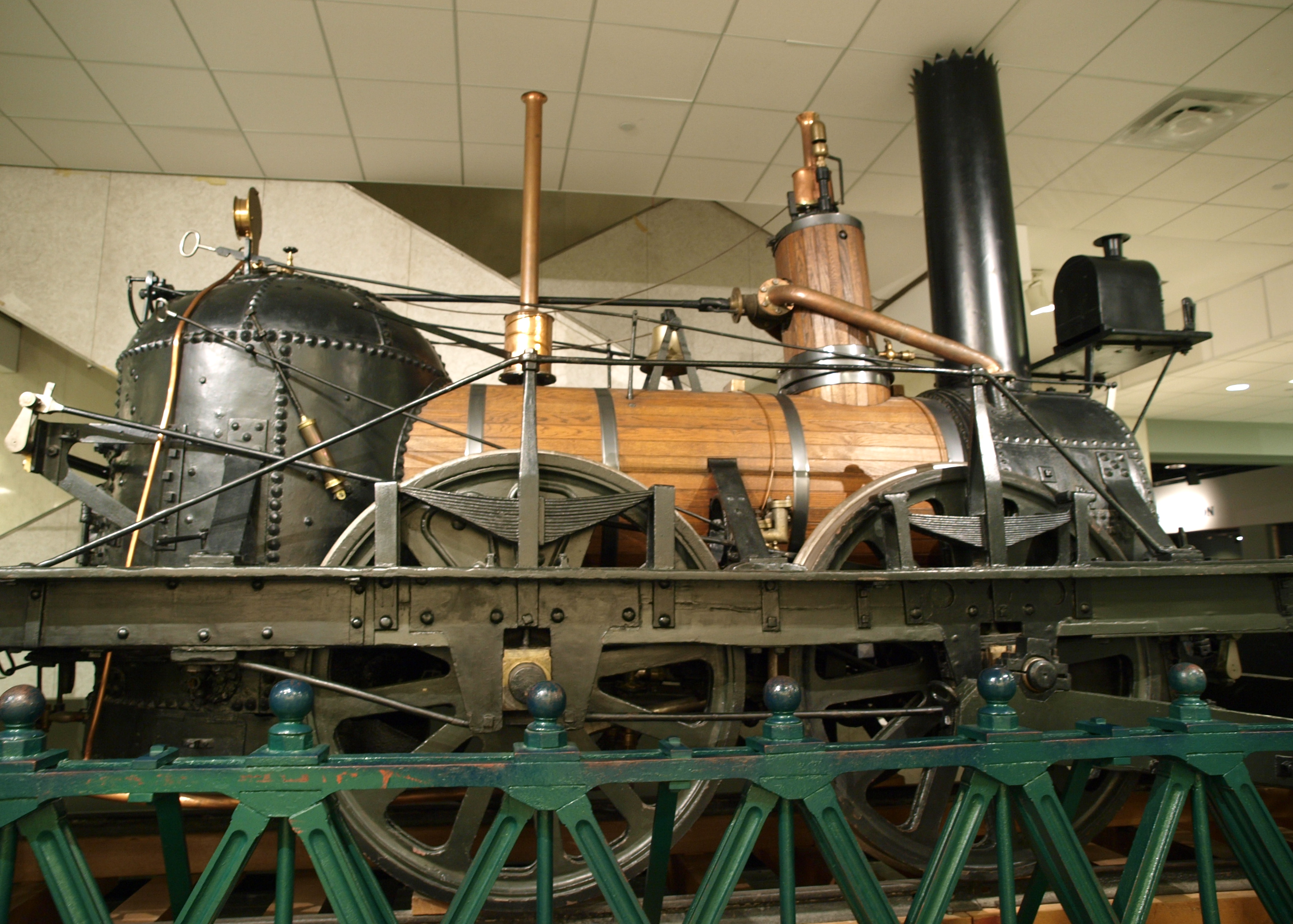
Locomotiva John Bull la Muzeul Național de Istorie Americană

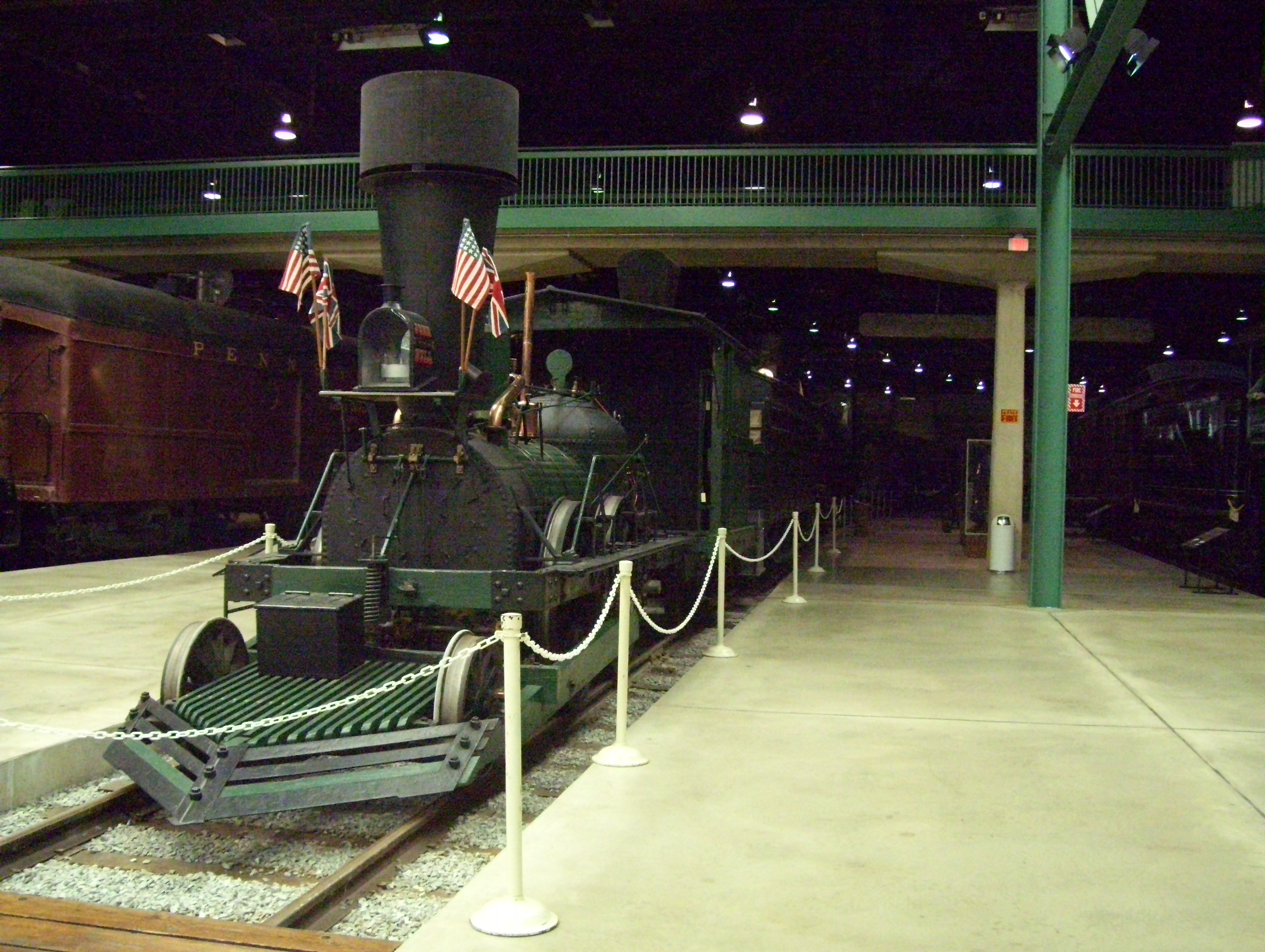
Replică a lui John Bull în Pennsylvania

- 18 iunie 1831: John Bull este construită de Stephenson and Company în Anglia.[27]
- 14 iulie 1831: John Bull pleacă din Liverpool la bordul navei Allegheny către Philadelphia, Pennsylvania.[27]
- 4 septembrie 1831: John Bull sosește la Philadelphia.
- 15 septembrie 1831: John Bull face primele curse în New Jersey.
- 12 noiembrie 1831: Robert Stevens găzduiește un grup de politicieni din New Jersey într-o serie de curse de încercare cu John Bull.
- 1833: John Bull este una dintre puținele locomotive care funcționează pe calea ferată a companiei Camden and Amboy Railroad.
- 1866: John Bull este retrasă din serviciul regulat.
- 1876: John Bull este expusă la Centennial Exposition în Philadelphia.
- 1883: Pennsylvania Railroad o expune pe John Bull la National Railway Appliance Exhibition în Chicago, Illinois.[16]
- 1884: Smithsonian Institution achiziționează John Bull de la Pennsylvania Railroad
- 1893: John Bull funcționează la World's Columbian Exposition în Chicago.
- 1910: Vagonul de serviciu original, deteriorat grav, este demontat de personalul de la Smithsonian. Piesele utilizabile sunt stocate.
- 1927: Baltimore and Ohio Railroad o împrumută pe John Bull pentru a funcționa la Fair of the Iron Horse în Baltimore, Maryland.
- 1930: Smithsonian comandă o replică a vagonului de serviciu, care este construit de Pennsylvania Railroad cu piesele recuperate din cel original; noul vagon este expus împreună cu locomotiva în muzeu.[23]
- 12 noiembrie 1931: Smithsonian sărbătorește centenarul locomotivei, folosind aer comprimat pentru a mișca roțile ridicate pe cric în sala de expoziții a muzeului.
- 1933–1934: Pennsylvania Railroad o împrumută pe John Bull pentru a o prezenta la expoziția Century of Progress din Chicago.[25]
- 1939: John Bull este expusă la deschiderea New York World's Fair
- 1940: O replică a lui John Bull, construită de inginerii de la atelierele Juniata ale Pennsylvania Railroad din Altoona, Pennsylvania, este expusă la New York World's Fair, iar originalul este restituit Institutului Smithsonian.
- 1980: John Bull este restaurat pentru a funcționa, și a fost testată în Virginia.
- 15 septembrie 1981: John Bull funcționează în Washington, D.C., la aniversarea sa de 150 de ani, devenind cea mai veche locomotivă cu aburi funcțională din lume.
- 1985: John Bull este transportată cu avionul la o expoziție în Dallas, Texas, fiind cea mai veche locomotivă din lume transportată pe calea aerului.[28]